# Bantigny
Bantigny é uma comuna francesa na região administrativa de Altos da França, no departamento do Norte. Estende-se por uma área de 3.17 km². Em 2010 a comuna tinha 531 habitantes (densidade: 167,5 hab./km²).